# Andrieșeni (okręg Jassy)
Andrieșeni – wieś w Rumunii, w okręgu Jassy, w gminie Andrieșeni. W 2011 roku liczyła 1633 mieszkańców.